# パトリック・イアンニ
パトリック・イアンニ（Patrick Ianni 、1985年6月15日 - ）は、アメリカ合衆国・カリフォルニア州ローダイ出身の元プロサッカー選手。現役時代のポジションはDF。

## 経歴
2006年のMLSスーパードラフトで、ヒューストン・ダイナモの1位指名を受け入団。
ユース年代のアメリカ代表歴があり、2005 FIFAワールドユース選手権、北京オリンピックに参加した。
NPSL2017-18シーズン終了後、現役引退を表明。

## 所属クラブ
ユース
- カリフォルニア大学ロサンゼルス校 2003-2005

プロ
- サザン・カリフォルニア・シーホーシーズ 2005
- ヒューストン・ダイナモ 2006-2008

→ カリフォルニア・ビクトリー 2007 (loan)
- シアトル・サウンダーズFC 2009-2013
- シカゴ・ファイアー 2014
- オレンジ・カウンティFC 2018

## タイトル

### クラブ
ヒューストン・ダイナモ
- MLSカップ: 2007
- MLSウェスタン・カンファレンス: 2007

シアトル・サウンダーズFC
- USオープンカップ: 2009, 2010, 2011

### 個人
- MLS年間ベストゴール: 2012[4]